# Зыонгдонг (аэропорт)
Аэропорт Фукуок (вьет. Sân bay Phú Quôc, ИАТА: PQC, ИКАО: VVPQ) — вьетнамский коммерческий аэропорт, расположенный в квартале Зыонгдонг (остров Фукуок, провинция Кьензянг). С 2012 года не функционирует.

## История
Аэропорт Фукуок был построен в 1930 годах в период французской колонизации и претерпел дальнейшее развитие в качестве военно-воздушной базы в ходе Вьетнамской войны. Первоначально аэропорт эксплуатировал взлётно-посадочную полосу длиной 996 метров.
С 1975 года, после падения Сайгона, аэропорт начинает обслуживать коммерческие перевозки. В 1983 году длина взлётно-посадочной полосы порта увеличена до 1496 метров. В 1993 году полотно ВПП было существенно усилено, построена рулёжная дорожка длиной в 148,5 метров и добавлена территория для стоянок самолётов площадью 120х60 метров. В 1995 году в эксплуатацию сдано новое здание главного пассажирского терминала аэропорта.
2 декабря 2012 года аэропорт Фукуок прекратил работу, его функции взял на себя Международный аэропорт Фукуок.